# Tumbiscatío
Tumbiscatío là một đô thị thuộc bang Michoacán, México. Năm 2005, dân số của đô thị này là 8363 người.